# Ceraspis pulchra
Ceraspis pulchra är en skalbaggsart som beskrevs av Frey 1962. Ceraspis pulchra ingår i släktet Ceraspis och familjen Melolonthidae. Inga underarter finns listade i Catalogue of Life.